# 1946 في تركيا
فيما يلي قوائم الأحداث التي وقعت خلال عام 1946 في تركيا.

## سياسة

### تعيين في المنصب
- 1 يناير – دايفيد كيلي سفير المملكة المتحدة لدى تركيا ‏.

### انتهاء فترة المنصب
- 14 يونيو – أبو بكر حازم بك عضو في البرلمان التركي.

## مواليد

### يناير
- 1 يناير – أديلينا فون فيرستنبيرغ أمينة متحف تركية.
- 1 يناير – جوفن هوكنا ممثلة تركية.
- 1 يناير – طه أكيول صحفي تركي.
- 1 يناير – عصمت استاكين ممثل تركي.
- 1 يناير – موسى إيروغلو مغني تركي.
- 20 يناير – أرطال كالكان سياسي تركي.

### فبراير
- 12 فبراير – آجدا پقان[1]

### أبريل
- 19 أبريل – دويجو أثينا كاتبة وناشطة في مجال حقوق المرأة من تركيا.[2]

### مايو
- 15 مايو – سردار غوكهان ممثل تركي.
- 24 مايو – تانسو تشيلر رئيسة وزراء سابقة في تركيا وهي المرأة الوحيدة بهذا المنصب.[3]

### أغسطس
- 10 أغسطس – أمينة سيفجي كاتبة ألمانية.[4]

### سبتمبر
- 8 سبتمبر – خليل إرغون[5]
- 8 سبتمبر – عزيز سانجار[6]

### نوفمبر
- 4 نوفمبر – جميل جيجك سياسي تركي.
- 23 نوفمبر – نجمية ألباي

### ديسمبر
- 6 ديسمبر – اسماعيل حقي دورو فيزيائي تركي.

## وفيات

### يناير
- 1 يناير – حقي آلتون بزر (مواليد 1880)
- 1 يناير – سليمان شفيق باشا (مواليد 1860)